# 1980-as Intervíziós Dalfesztivál
Az 1980-as Intervíziós Dalfesztivál volt a negyedik Intervíziós Dalfesztivál, melynek sorozatban negyedszer a lengyelországi Sopot adott otthont. A pontos helyszín a Forest Opera volt. A versenyre 1980. augusztus 20. és 23. között került sor.

## A helyszín és a verseny
A verseny pontos helyszíne sorozatban negyedszer a lengyelországi Sopotban található Forest Opera volt, amely 4 400 fő befogadására alkalmas.
Ez volt az egyetlen alkalom, mikor a versenynek három győztese volt: Csehszlovákia, Finnország és a Szovjetunió. Csehszlovákia harmadik, míg a Szovjetunió második győzelmét aratta.
A verseny házigazdái sorozatban negyedszer Irena Dziedzic és Jacek Bromski voltak.

## A résztvevők
Először vett részt a versenyen Hollandia és Svájc. Jugoszlávia két kihagyott év után visszatért a dalfesztiválra, míg Belgium, Marokkó és Portugália visszalépett a versenytől.
Érdekesség, hogy a verseny finn győztese, Marion Rung korábban kétszer is képviselte hazáját az Eurovíziós Dalfesztiválon: 1962-ben hetedik, 1973-ban pedig hatodik helyet ért el.

## A szavazás
A nemzetközi zsűrit Bulgária, Csehszlovákia, Finnország, Kuba, Lengyelország, Magyarország, a Német Demokratikus Köztársaság, Románia és a Szovjetunió zsűritagjai alkották.

## Térkép

Részt vevő országok
Országok, melyek korábban részt vettek, de ebben az évben nem

## Döntő
| #  | Ország                         | Nyelv   | Előadó             | Dal                                       | Magyar fordítás                   | Helyezés | Pontszám |
| -- | ------------------------------ | ------- | ------------------ | ----------------------------------------- | --------------------------------- | -------- | -------- |
| 01 | Csehszlovákia                  | cseh    | Marika Gombitová   | Chcem sa s tebou deliť                    | Szeretnék veled lenni máshol      | 1.       | 30       |
| 02 | Spanyolország                  | spanyol | Gloria             | Que más me da                             | Adj többet                        | 2.       | 24       |
| 03 | Lengyelország                  | lengyel | Alicja Majewska    | Jeszcze się tam żagiel bieli              | Mégis vannak fehér vitorlák       | 4.       | 20       |
| 04 | Szovjetunió                    | orosz   | Nyikolaj Gnatyuk   | Na vsztrecsu oszenyi                      | Egy őszi találkozón               | 1.       | 30       |
| 05 | Finnország                     | finn    | Marion Rung        | Hyvästi yö                                | Búcsúéjszaka                      | 1.       | 30       |
| 06 | Bulgária                       | bolgár  | Vaszil Najdenov    | Po parvi petli                            | Az első kakas                     | 4.       | 20       |
| 07 | Jugoszlávia                    | horvát  | Neca Falk          | Najjači ostaju                            | A legerősebb marad                | 7.       | 17       |
| 08 | Románia                        | román   | Corina Chiriac     | Uneori suntem toți copii                  | Néha mindannyian gyerekek vagyunk | 3.       | 21       |
| 09 | Szovjetunió                    | N/A     | Nagyezsda Csepraga | N/A                                       | N/A                               | 5.       | 19       |
| 10 | Hollandia                      | angol   | Markerink Najdenov | Come Closer                               | Gyere közelebb                    | 4.       | 20       |
| 11 | Kuba                           | spanyol | Osvaldo Rodríguez  | La vida siempre es mucho más              | Az élet mindig több               | 7.       | 17       |
| 12 | Svájc                          | francia | Regards            | La maison vide                            | Az üres ház                       | 6.       | 18       |
| 13 | Magyarország                   | magyar  | Katona Klári       | Ne sírj                                   | —                                 | 5.       | 19       |
| 14 | Német Demokratikus Köztársaság | német   | Ute Freudenberg    | Wie weit ist es bis ans Ende dieser Welt? | Milyen messze van a világvége?    | 4.       | 20       |

## Zsűri és a szavazás sorrendje
- Bulgária – Ivan Kolev
- Lengyelország – Jerzy Gruza, Zbigniew Napierała, Barbara Pietkiewicz
- Csehszlovákia – Ivan Štědrý
- Finnország – Jarmo Porola
- Kuba – Alberto Vera
- Románia – Dumitru Moroșanu
- Német Demokratikus Köztársaság – Manfred Nitschke
- Magyarország – Módos Péter
- Szovjetunió – N. A. Filatova

## Fordítás
Ez a szócikk részben vagy egészben  a(z)   Конкурс песни Интервидение 1980 című orosz Wikipédia-szócikk ezen változatának fordításán alapul.  Az eredeti cikk szerkesztőit annak laptörténete sorolja fel. Ez a jelzés csupán a megfogalmazás eredetét és a szerzői jogokat jelzi, nem szolgál a cikkben szereplő információk forrásmegjelöléseként.